# 霍元甲墓
霍元甲墓是清末时期的武术家霍元甲在天津的墓地，地址位于天津市西青区小南河村，该建筑目前是天津市文物保护单位。

## 内部链接
- 霍元甲
- 霍元甲故居